# Clara van Santen
Clara van Santen, född 1740, död 1792, var en nederländsk dansare. 
Hon var engagerad som både balettdansare och skådespelare vid Amsterdamse Schouwburg 1759-1782. Som skådespelare fick hon ingen god kritik, men som dansare betraktades hon som framstående och nämns 1762 som den främsta infödda dansaren i Nederländerna, där kvaliteten på balettkonsten ansågs låg och annars främst bestod av utländska artister snarare än infödda.